# 橘みずき
橘みずき（たちばな みずき）は、コンピュータゲーム『実況パワフルプロ野球』シリーズのサクセスモードに登場する架空の野球選手（女性選手）。ポジションは投手（サイドスロー・左投左打）。
登録名は、『11』『12』『13』が「橘」で『10』『14』が「みずき」。
担当声優は愛美（ゲーム『パワプロ2022』）。

## 登場作品
実況パワフルプロ野球2016以降では旧作キャラは原則としてサクセス内で登場せず、他のモードで登場する。
以下はサクセスモード本編のシナリオ内で登場する(またはさせることができる)作品を挙げる。
またナンバリングには含まれていないが、熱闘!パワフル甲子園の激闘サバイバルモードでも対戦相手として登場している。
- 実況パワフルプロ野球10
- 実況パワフルプロ野球11
- 実況パワフルプロ野球12
- 実況パワフルプロ野球13
- 実況パワフルプロ野球14
- 実況パワフルプロ野球ポータブル3
- 実況パワフルプロ野球2011
- 実況パワフルプロ野球2012
- 実況パワフルプロ野球2013
- 実況パワフルプロ野球2014
- eBASEBALLパワフルプロ野球2020
- eBASEBALLパワフルプロ野球2022
- 実況パワフルプロ野球 (スマートフォン)・実況パワフルプロ野球サクセススペシャル

## 特徴
高い制球力とオリジナル変化球である「クレッセントムーン」（スクリュー系）を武器とする左のサイドハンド。
猪狩同様育ちは裕福で、橘財団の後継者として当主である祖父からの期待を一身に受けている。またあおいそっくりの「聖名子（みなこ）」という姉がいる。
「13」で聖タチバナ学園から即プロ入りし、「10」や「14」でキャットハンズに入団するのが正史のルートとなっている。その他「11」のルートではイレブン工科大学に進学、「12」では野球アカデミーに入学となる。
旧作の『14』までは三日月のペンダントを身につけていたが、現在この設定は採用されていない。(これを所持している経緯は『13』で明かされることになる。)
初登場時は「10」のあおいと大差無い能力だったが、「13」では特殊能力「クロスファイアー」、「12」では最高球速強化（135km→140km）及び友沢の指南による新球種「スライダー」追加と、少しずつ補強されている。「14」では変化球が更に強化され、主人公にクレッセントムーンを教えてくれることもある。あおい引退後は彼女のトレードマークだったおさげ髪に髪型を変えており、あおいの夢を受け継ぎ、いつか女性リーグを作ることが彼女の夢である。
「12」のチャンピオン大会においては、何故か右利きである（スクリューではなくシンカーを投げる）。橘は、企画段階では橘商業出身の男性という設定だった。

## 人物
- おてんばで勝気な性格だが、体調管理は人一倍しっかりしている。勉強も得意。(しかし、「11」では主人公に答えを教えてもらっていた。)
- また左投左打であるが、文字を書くときは右利きのようである（「14」のEDのみずきのサインは右手で書かれたものである）。
- プリンが好物で、かなりの甘党である。
- 早川あおいを尊敬しており、「11」では憧れの野球選手として挙げていた。正史の「10」などでも和解してからはとても仲が良い。
- かなりのお姉ちゃん子である。(ちなみに姉の聖名子は早川あおいによく似た姿をしている。)
- 友沢とは意見が合わず対立しており、両者がその点に言及する事はないが実質上のライバル関係である。(「12」、「14」)「13決定版」での初対面時[要出典]でももめていた。一応「12」では和解し、仲良くするつもりはないが彼の生き方を認めるようになる。
- 主人公とはとても仲が良く、ライバル視していると同時に明確な好意を抱いている事が多い。アプリや2013、2014では一緒に遊んでいるシーンも。しかし主人公は彼女の小悪魔的な性格をよく思っておらず、あまり関係が進展することはない。

## 作品別紹介
実況パワフルプロ野球10
高卒ドラフト一位でからキャットハンズに入団。先輩の早川あおいとの不和、和解を通じて成長していく。性格は『13』である出来事があったということもあり、ややおとなしめである。
前述の通り三日月のペンダントを身に着けていて、とても大事にしておりある人物に思いを寄せる様子を見せる。
実況パワフルプロ野球11
高校でプロ入りしなかった場合のパラレル。イレブン工料大学に主人公と同期で入学。性格は「10」とは打って変わっておてんばぶりが強調されている。成績はそれなりに優秀。日本代表にも選ばれる。
実況パワフルプロ野球12
『パワプロ11』の延長上の歴史に存在するパラレル。パワフル野球アカデミーに入学。友沢亮とは度々衝突しており非常に険悪な仲だが、後に主人公と共に友沢を助ける。その後は彼の指摘によりスライダーを習得する。姉との結婚により、神童とはぎこちない雰囲気だったが、佐藤くん（カレン）の助けで開き直る。
実況パワフルプロ野球13
時系列としては「10」の前。聖タチバナ学園入学。理事長である祖父には後継ぎの問題から野球を禁止されていたが、秘密裏に生徒会メンバーと特訓を行い、プロ入りを目指していた。祖父を納得させるため、主人公をフィアンセとして紹介。以後、主人公のプロ入りを条件に野球部に参加するようになる。主人公とは偽りから始まった関係ではあるが、最後には…。
また、度々出てきた三日月のペンダントの秘密も明かされる。
みずきのオリジナル変化球の開発の際には、彼女の変化球の威力が強いためなかなか捕球ができずに練習をサボりがちになる六道を案じ、みずきが主人公を六道の後ろに逆さ吊りにして、捕球できなければ主人公に直撃するという強引な状況での特訓を行う。しかしこれが功を奏して六道聖は捕球に成功。(当の主人公自身は2人のパンチラが見えそうだと興奮しており、特に異論はなかった。)これ以後、みずきの球種のメインのスクリューがクレッセントムーンとなる。
実況パワフルプロ野球14
『パワプロ10』の後に位置する。この作品では主人公より年上。キャットハンズに入団後、ある条件を満たすとバルカンズにトレード移籍される。
移籍後は中継ぎエースとして活躍するが、ある条件を満たすとオールスター後に先発に転向し、6勝を挙げる。また阿畑の代わりに、オリジナル変化球の開発を手伝ってくれる。
この変化球開発を断ると主人公が身に着けているペンダントについて質問し、みずきが代わりに『13』の頃の思い出を語ってくれる。
実況パワフルプロ野球ポータブル3
リトルリーグのチームに所属している。そのチームのエースでファンクラブまであり、「みずき様」と呼ばれる。
本作はパラレルであるためか、『13』における「小さい頃は引っ込み思案だった」という発言の面影はない。
実況パワフルプロ野球2010
サクセス内では登場しないが、エンディングで登場。
実況パワフルプロ野球2011
リトルリーグのチームに所属している。勝気な性格だが、たまに気弱な部分も見せる。同じ金持ちの猪狩守と張り合うシーンもある。
ランダムイベントで主人公に「クロスファイアー」を教えることがある。この時、オーバー、アンダースロー投法だと、サイドスローに変更される。
エンディングでは、姉と祖父が登場している。
実況パワフルプロ野球2012
サクセスの満通万教育大学編に登場。『13』の頃に入学した聖タチバナ学園に通っている。
野球マン2号として、六道聖と共に早川あおいと協力して悪のコーチ軍団を倒す。
実況パワフルプロ野球2013、2014
サクセスモードにてデッキに組み込む事で使用可能。2013では水着、サンタのコスチュームverが存在。2014ではエプロン、ドレスのコスチュームverが存在する。それぞれイベントも違いがある。
実況パワフルプロ野球2020
イレブン工料大学に所属。どのサクセスでも主人公の対戦チームとして登場する。
素人のフリをして手加減をしてもらうように頼むが、主人公に野球に慣れている事をあっさりと見破られてしまい悔しがる。
実況パワフルプロ野球2022
『13』『2011』のイベントを移植しており、同様の設定で登場。本作ではペンダントなどのメインに関わるイベントは収録されていない。
またユニフォームの色が赤から黒に変更されるなど多少の改変がされている。
パワプロアプリ・サクセススペシャル
サクセスモードにてデッキに組み込む事で使用可能。2013や2014とほぼ同様だが、限定で小悪魔のコスチュームverが存在。

## 友情タッグ練習
- 制球
- 変化球
- 精神